# Nunziatura apostolica a Milano
La nunziatura apostolica a Milano o nunziatura apostolica nel Ducato di Milano è stata una rappresentanza diplomatica permanente della Santa Sede nel Ducato di Milano. La sede era a Milano. La nunziatura era retta da un diplomatico, detto "nunzio apostolico a Milano", che aveva il rango di ambasciatore.

## Storia
La nunziatura apostolica a Milano ebbe fortuna a partire dal XV secolo e cioè quando il potere dei duchi di Milano si era sufficientemente consolidato da permettere al nucleo statale dell'Italia settentrionale di poter godere di rapporti diplomatici con la Santa Sede, soprattutto in vista delle guerre d'Italia che in pieno rinascimento colpirono la penisola.
A partire dal Seicento, con l'inizio della dominazione spagnola, la nunziatura apostolica Milano occupò un posto sempre di minor rilievo in quanto, come accadeva nella Nunziatura apostolica a Napoli, spesso le si preferiva direttamente la Nunziatura apostolica in Spagna in quanto faceva riferimento direttamente alla corte di Madrid. La nunziatura venne mantenuta, seppure formalmente, anche durante il periodo di dominio austriaco sino al Congresso di Vienna.
Quando il Congresso nel 1815 decretò la fondazione del Regno Lombardo-Veneto, la nunziatura apostolica a Milano venne sciolta ed al suo posto venne creato un ufficio apposito nella Nunziatura apostolica in Austria per la gestione degli affari diplomatici degli stati imperiali in Italia.

## Lista dei nunzi apostolici
...
- Roberto da Lecce (viv. 1457)
- Francesco Copino (viv. 1458)

...
- Prospero Schiaffino (viv. 1468)

...
- Giacomo Gherardi (viv. 1487)

...
- Lorenzo Campeggi (1520-?), già vescovo di Feltre

...
- - Francesco Sacchetti (?-1628), nunzio straordinario
- Gianfrancesco Ginetti (1628-?)

...